# اورلتس
شهر اورلتس (به رومانیایی: Urlaţi) در شهرستان پرهوا در کشور رومانی واقع شده‌است. جمعیت این شهر ۱۱٬۸۵۸ نفر  است.